# Marc Asbeck
Marc-Henric Asbeck (* 10. Februar 1969) ist ein deutscher Unternehmer, der Anfang der 1990er-Jahre gemeinsam mit seinem Bruder Frank (Gründer der SolarWorld AG) in den Handel mit gepanzerten Fahrzeugen einstieg und heute ein bekannter Immobilienunternehmer in Bonn ist.

## Werdegang
Asbeck ist gelernter Immobilienkaufmann. Gemeinsam mit seinem Bruder Frank (* 1959) betrieb er in Bonn ein Ingenieurbüro, dessen Gegenstand ursprünglich die Demontage von Industrieanlagen und der Bau von Blockheizkraftwerken war. Nach einem Hinweis aus Peru im Jahre 1989 entwickelten die Brüder zudem die Idee, gepanzerte Fahrzeuge zu vermieten. Im Herbst 1992 kamen als Kundenkreis Journalisten hinzu, die aus Krisengebieten – damals in erster Linie aus dem Bosnienkrieg, wofür sie eine Niederlassung in Sarajevo einrichteten – berichten. 1994 wurde die „Asbeck Armored Vehicles GmbH“ (ab 2000 Asbeck Armoring Bonn, seit 2008 A-Armoring Bonn) mit den Geschäftsführern Marc und Frank Asbeck ins Handelsregister eingetragen. Der Fuhrpark umfasste zu dieser Zeit 36 Fahrzeuge, 1996 war er bereits auf 52 mit einem Wert von etwa 25 Millionen DM angewachsen. Später unterhielt das Unternehmen auch Büros an weiteren Standorten im In- und Ausland; der jüngere Bruder führte es schließlich alleine. Asbeck war zudem anfänglich zu 8,25 % an der 1998 gegründeten, von seinem Bruder Frank geführten Solarworld AG beteiligt. 2001 erhielt Asbeck Armoring einen umfangreichen Auftrag der Vereinten Nationen.
1994 begann Asbeck mit dem gemeinsam mit seinem Bruder durchgeführten Kauf der Auermühle im Bonner Ortsteil Graurheindorf das Investment in Büroimmobilien. Dieses konnte er ab dem Jahr 2000 durch den Erwerb zahlreicher durch die Verlegung des Regierungssitzes nach Berlin (1999) zur Disposition stehender prominenter Immobilien – darunter einiger Landesvertretungen – im vormaligen engeren Parlaments- und Regierungsviertel deutlich intensivieren. Mittlerweile ist Asbeck dort einer der bedeutendsten Grundeigentümer. In den in direkter Nachbarschaft zur Konzernzentrale (Post Tower) der Deutschen Post AG gelegenen „Post-Campus“ für etwa 2000 Mitarbeiter investierte er von 2007 bis 2009 rund 150 Millionen Euro. Insgesamt hat er nach eigenen Angaben bis Mitte 2011 an diesem Standort rund 350 Millionen Euro, bis 2015 etwa 500 Millionen Euro investiert. Anfänglich über die Asco Holding GmbH (gegründet 2000), betreibt er sein Geschäft als Immobilienunternehmer mittlerweile als Personengesellschaft. Die Marc Asbeck Grundbesitz Bonn hat ihren Sitz in einer vormals als Bonner Studio des SWR genutzten Villa (Heinrich-Brüning-Straße 16).

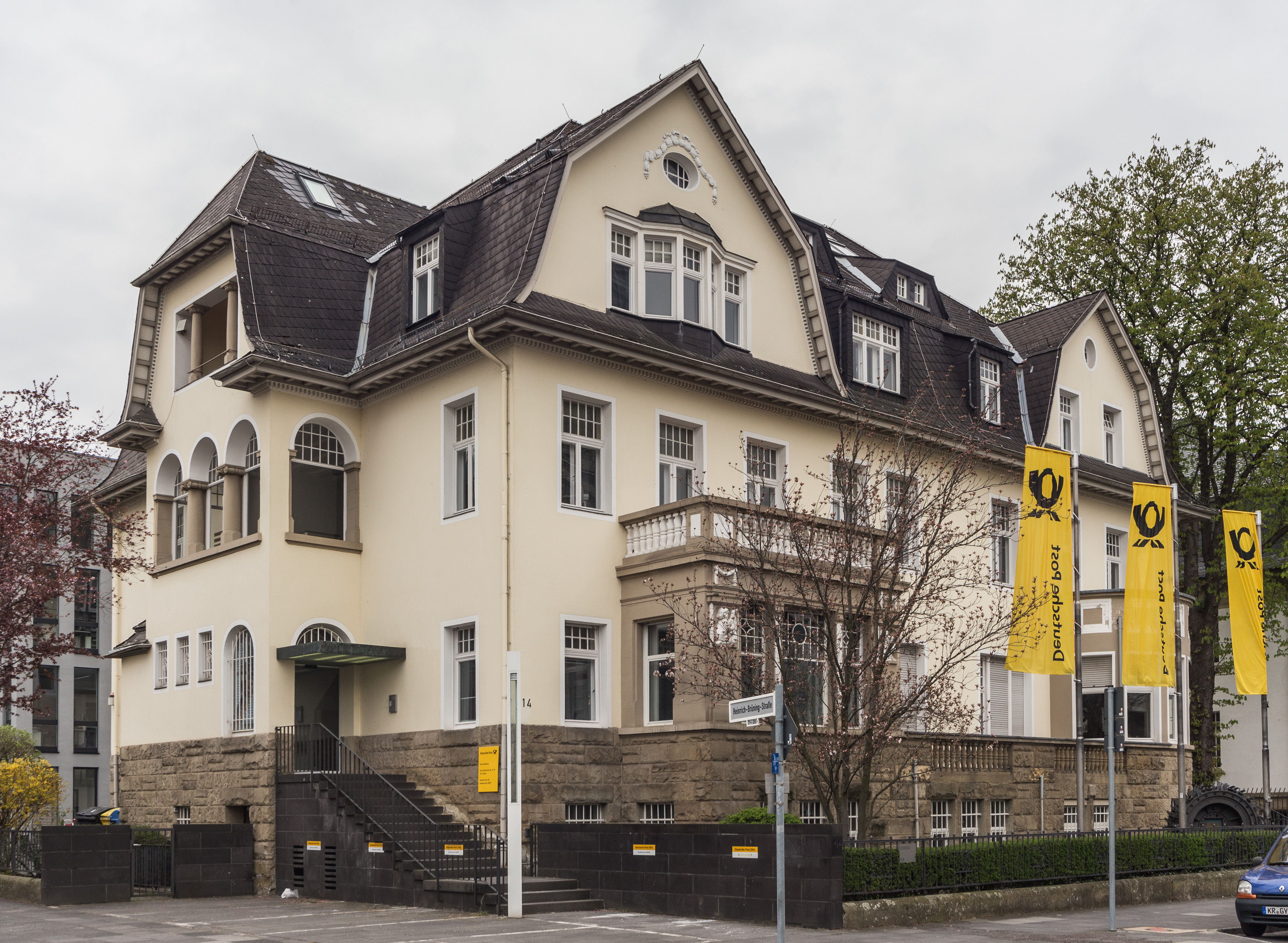
Ehemaliger Sitz der Asbeck Armoring Bonn und der Asco Holding, Kurt-Schumacher-Straße 12–14
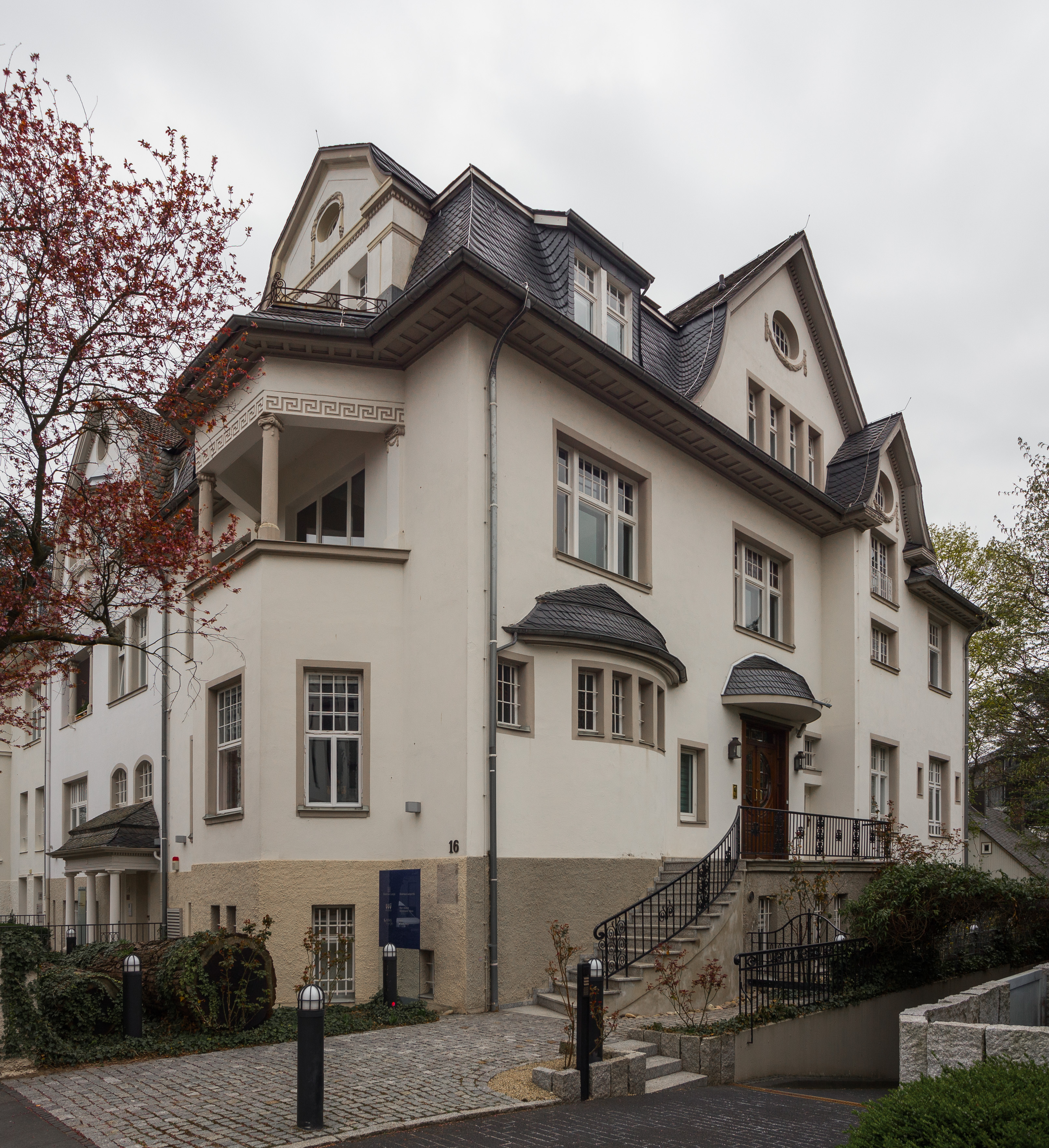
Sitz der Marc Asbeck Grundbesitz Bonn, Heinrich-Brüning-Straße 16

## Auftreten in der Öffentlichkeit
Im Herbst 2008 schlug Asbeck vor, das sanierungsbedürftige Alte Rathaus seiner Heimatstadt zu erwerben, instand zu setzen und an die Stadt zu vermieten. Der Vorschlag stieß bei Bonner Kommunalpolitikern auf Ablehnung.
Bei der Bonner Oberbürgermeisterwahl 2009 unterstützte Asbeck den CDU-Kandidaten Christian Dürig.

## Immobilienprojekte (Auswahl)
| Bauzeit   | Ortsteil Adresse                                                | Bild           | Objekt                                                                      | Maßnahme                                                                                             | Anmerkungen |
| --------- | --------------------------------------------------------------- | -------------- | --------------------------------------------------------------------------- | --- | --- |
| 2000/2001 | Gronau Kurt-Schumacher-Straße 12/14 Lage                        | weitere Bilder | Ehemalige Landesvertretung des Saarlandes                                   | Sanierung für den Eigenbedarf und die SolarWorld AG                                                  | seit 2009 „Haus Amazonas“ der Deutsche Post DHL (Asbeck: „Parc Offices III“); Denkmalschutz                                          |
| 2001–2003 | Gronau Kurt-Schumacher-Straße 10 Lage                           | weitere Bilder | Ehemalige Residenz der Botschaft von Ägypten                                | Sanierung                                                                                            | heute Max-Planck-Institut zur Erforschung von Gemeinschaftsgütern; Denkmalschutz                                                     |
| 2004–2005 | Gronau Heinrich-Brüning-Straße 9 Lage                           |                | Bürogebäude für den Rheinischen Merkur                                      | Neubau                                                                                               | seit 2012 Katholisches Medienhaus |
| 2005      | Gronau Kurt-Schumacher-Straße 24–26 Lage                        | weitere Bilder | Ehemalige Landesvertretung Schleswig-Holstein                               | Umbau in Kindertagesstätte                                                                           | 2018 abgebrochen |
| um 2007   | Gronau Heinrich-Brüning-Straße 7 Lage                           |                | Bürogebäude „Parc-Offices I“                                                | Neubau für Deutsche Post DHL                                                                         | „Haus Rhein“ |
| 2007–2008 | Gronau Fritz-Erler-Straße 5 / Heinrich-Brüning-Straße Lage      |                | Bürogebäude „Tower-Parc-Offices I“                                          | Neubau für Deutsche Post DHL                                                                         | Sitz der DHL-Weltzentrale; „Haus Nil“                                                                                                |
| 2007–2008 | Gronau Kurt-Schumacher-Straße 28 / Fritz-Erler-Straße 9–11 Lage | weitere Bilder | Ehemalige Landesvertretung Niedersachsen („Tower-Parc-Offices II Rotunde“)  | Aufstockung/Überbauung für Deutsche Post DHL                                                         | Altbau Kurt-Schumacher-Straße 28 2020 abgebrochen für Bauprojekt GreenGate                                                           |
| 2007–2008 | Gronau Fritz-Erler-Straße 4 Lage                                |                | Bürogebäude „Tower-Parc-Offices III“                                        | Neubau für Deutsche Post DHL                                                                         | „Haus Jangtse“ |
| 2008      | Gronau Kurt-Schumacher-Straße 8 Lage                            |                | Ehemalige Landesvertretung Hessen: Gästehaus                                | Aufstockung/Anbau                                                                                    | |
| 2008–2009 | Gronau Winston-Churchill-Straße 3 Lage                          | weitere Bilder | Bürogebäude „Parc-Offices II“                                               | Neubau für Deutsche Post DHL                                                                         | „Haus Mississippi“ |
| 2008–2009 | Gronau Heinrich-Brüning-Straße 20 Lage                          | weitere Bilder | „Presseclub“                                                                | Umbau für Deutsche Post DHL                                                                          | Denkmalschutz |
| 2012      | Gronau Fritz-Schäffer-Straße 7–9 Lage                           |                | Bürogebäude „Tower-Parc-Offices IV TPO QUATTRO“                             | Neubau für Deutsche Post DHL                                                                         | „Haus Wolga“ |
| 2013–2014 | Gronau Fritz-Schäffer-Straße 22–26 Lage                         |                | Bürogebäude „The Square I“ (Projekttitel „Tower Parc Offices V The Square“) | Neubau                                                                                               | Mieter: Bundesanstalt für Immobilienaufgaben                                                                                         |
| 2014      | Gronau Fritz-Erler-Straße 7 Lage                                |                | Ehemalige Remise der Landesvertretung von Hamburg                           | Umbau in einen Gastronomiebetrieb                                                                    | Denkmalschutz |
| 2015–2017 | Rüngsdorf Beckers Garten 1–15 Lage                              |                | Wohngebäude-Ensemble „Rheinblick Residences“                                | Neubau eines Ensembles aus mehreren Villen: vier „Parkvillen“, vier „Rheinvillen“ und ein „Dorfhaus“ | 39 luxuriöse Mietwohnungen; Baukosten: 46,5 Millionen Euro inklusive Grundstück. Das Gelände hatte zuvor den Namen „Beckers Garten“. |
| 2016–2017 | Gronau Fritz-Schäffer-Straße 20 Lage                            |                | Bürogebäude „The Square II“                                                 | Neubau                                                                                               | Mieter: Huawei Technologies Deutschland                                                                                              |
| 2017–2019 | Gronau Friedrich-Ebert-Allee 37–39 Lage                         | weitere Bilder | Ehemalige Landeszentralbank Bonn                                            | Technische und optische Revitalisierung                                                              | Seit Mitte 2019 stehen 4.200 m² Bürofläche und 22 Luxuswohnungen zur Verfügung.                                                      |
| 2020–2022 | Gronau Kurt-Schumacher-Straße 28 Lage                           | weitere Bilder | GreenGate                                                                   | Neubau für die Deutsche Post                                                                         | Ersetzt die Ehemalige Landesvertretung Niedersachsen.                                                                                |
| seit 2021 | Gronau Fritz-Schäffer-Straße 11–13 Lage                         |                | Bürogebäude „The Loop“                                                      | Neubau                                                                                               | |

## Privates
Asbeck ist verheiratet und lebt im Bad Godesberger Ortsteil Plittersdorf, wo er die unter Denkmalschutz stehende Villa „Dahlmann“ (Simrockallee 34) sowie seit 2008 auch die direkt benachbarte ehemalige Residenz des griechischen Botschafters (Simrockallee 32) besitzt. Im Februar 2016 erwarb Asbeck den Burghof in Königswinter, den er nach damaligem Stand nach Abschluss einer Sanierung privat nutzen wollte; im November 2018 schrieb er ihn wieder zum Verkauf aus.